# 山田明季
山田明季（日语：／ Yamada Aki，1992年11月24日—），日本女子曲棍球运动员，她曾获得2018年拉波杯女子曲棍球赛亚军和2018年亚洲运动会女子曲棍球金牌。她也曾参加2020年夏季奥林匹克运动会。